# Pyrenula
Піренула (Pyrenula) — рід грибів родини Pyrenulaceae. Назва вперше опублікована 1814 року.

## Опис
Рід піренула (Pyrenula) включає близько 250 видів, що мають коричневі двох-шістиклітинні спори з лінзоподібними просвітами клітин і прості нерозгалужені вільні парафізи в перитеції. З описаних видів 93% тропічних. Від тропічної зони у напрямку до полюсів кількість видів поступово скорочується і вже в субтропіках виростає лише трохи ендемічних для цих районів форм. У помірних областях зустрічається всього кілька представників цього роду, що характеризуються значним поширенням, а також 3-4 ендемічних видів. В арктичних і антарктичних районах представники роду майже відсутні, лише в Субантарктиці був знайдений один вид. У помірних районах Голарктіки поширення цих лишайників пов'язано головним чином з широколистяними лісами і лісовим поясом гір, де вони ростуть на гладкій корі буків, грабів та інших широколистяних порід.
Характерний вид піренула блискуча (Pyrenula nitida) має слань у вигляді тонких, гладких, слабо блискучих, жовтувато-оливкових, оливково-коричневих або майже червонувато-коричневих плям на корі дерев. Перитеції в поперечнику мають 0,6-1,0 мм. Спочатку вони цілком занурені в слань, тільки верхівка видається назовні, пізніше виступають до половини. Вони кулясті або злегка приплюснуті, з темнозабарвленими стінками, у верхній частині з маленьким продихом, розташованим на дні невеликого поглиблення.

## Гелерея

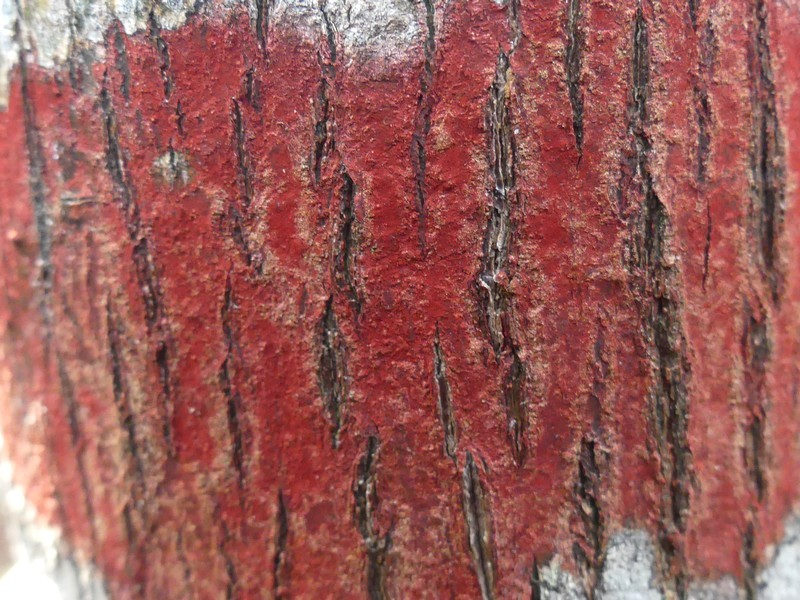
Pyrenula cruenta
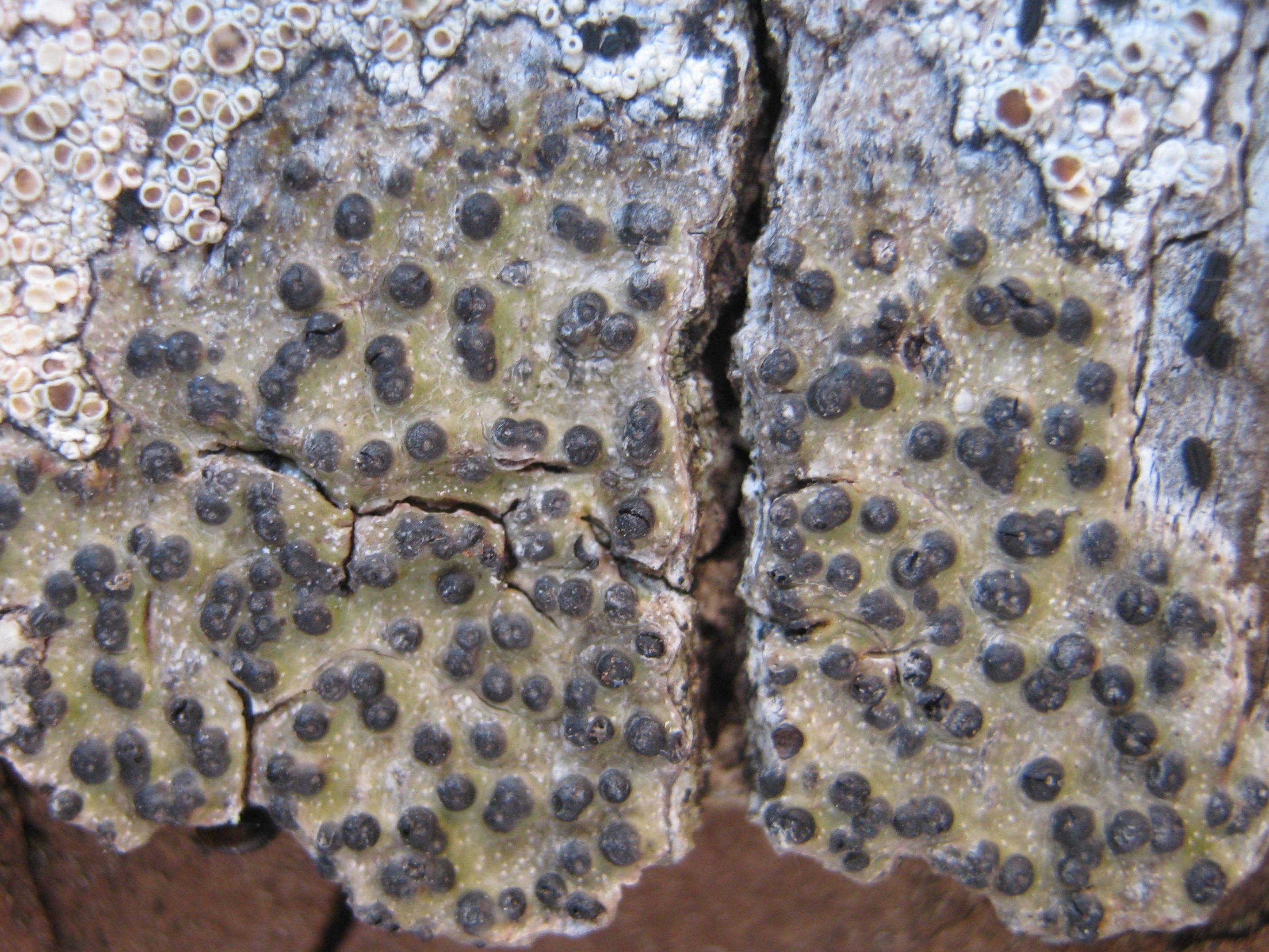
Pyrenula macrospora
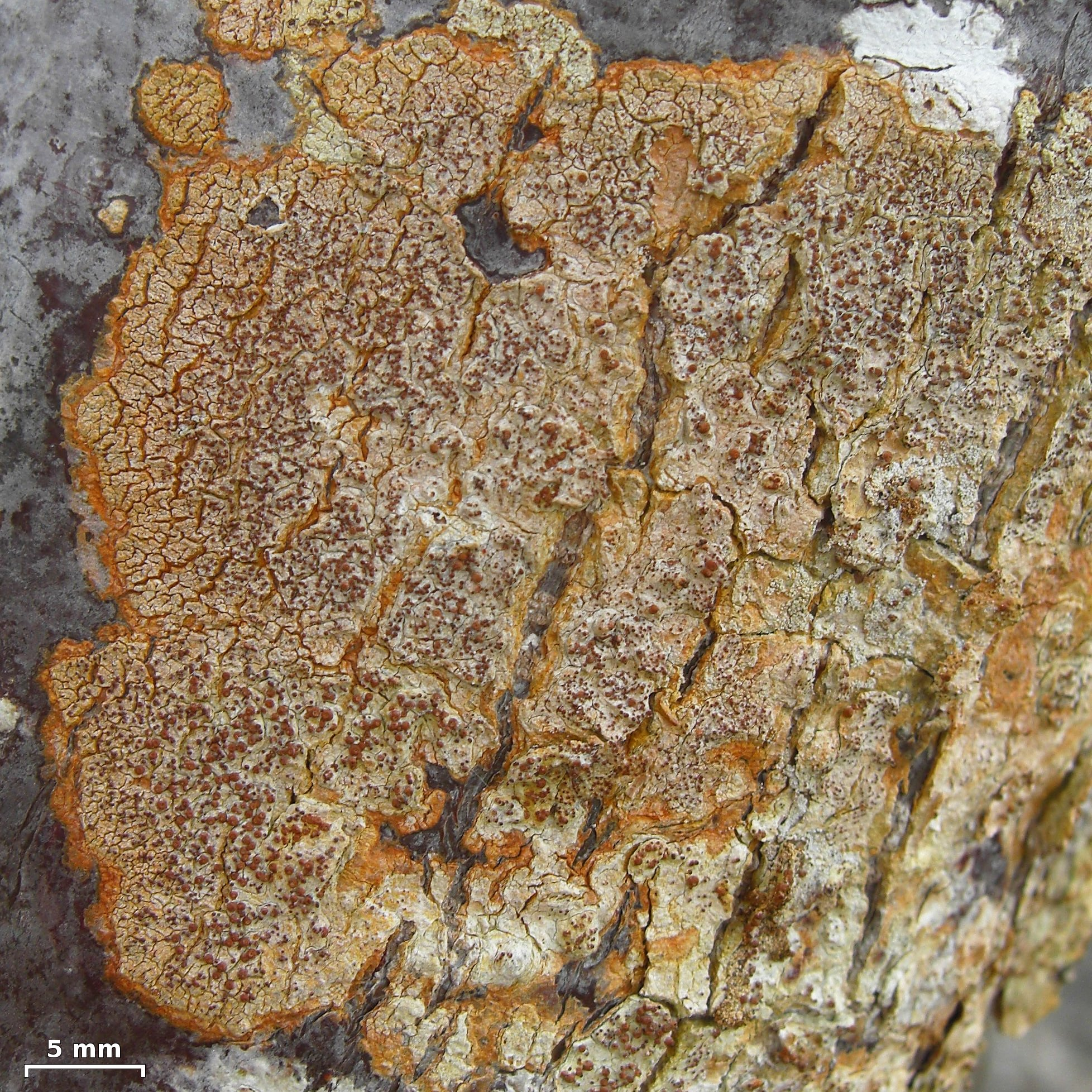
Pyrenula ochraceoflava